# Fremont Hills
Fremont Hills és una població dels Estats Units a l'estat de Missouri. Segons el cens del 2000 tenia 597 habitants.

## Demografia
Segons el cens del 2000, Fremont Hills tenia 597 habitants, 224 habitatges, i 191 famílies. La densitat de població era de 443,3 habitants per km².
Dels 224 habitatges en un 34,4% hi vivien nens de menys de 18 anys, en un 80,8% hi vivien parelles casades, en un 4% dones solteres, i en un 14,3% no eren unitats familiars. En l'11,2% dels habitatges hi vivien persones soles l'1,3% de les quals corresponia a persones de 65 anys o més que vivien soles. El nombre mitjà de persones vivint en cada habitatge era de 2,67 i el nombre mitjà de persones que vivien en cada família era de 2,85.
Per edats la població es repartia de la següent manera: un 23,6% tenia menys de 18 anys, un 4,4% entre 18 i 24, un 25,3% entre 25 i 44, un 37,4% de 45 a 60 i un 9,4% 65 anys o més.
L'edat mediana era de 43 anys. Per cada 100 dones de 18 o més anys hi havia 103,6 homes.
La renda mediana per habitatge era de 87.863 $ i la renda mediana per família de 94.346 $. Els homes tenien una renda mediana de 66.250 $ mentre que les dones 32.292 $. La renda per capita de la població era de 39.895 $. Entorn del 2,9% de les famílies i el 3,5% de la població estaven per davall del llindar de pobresa.

## Poblacions més properes
El següent diagrama mostra les poblacions més properes.